# قسطین‌رود
قسطین‌رود، روستایی از توابع بخش رودبار شهرستان شهرستان قزوین در استان قزوین ایران است. مردم قسطین‌رود زبان تاتی را با لهجه اصیل صحبت می‌کنند.

## جمعیت
روستای قسطین رود براساس آخرین سرشماری،  ۴۸ خانوار و  ۱۰۸ نفر جمعیت دارد.